# Светислав Крстић (лекар)
Др Светислав Крстић је истакнути лекар са територије Јабланичког округа. 
Рођен 1956. у Ораовици. Основну школу је завршио у Мезграји и Доњој Трнави. Гимназију и Медицински факултет завршио је у Нишу, а специјалистички испит из социјалне медицине положио је у Нишу 1994 године. Један је од врло активних чланова Подружнице СЛД у Лесковцу и своје секције. Учесник је многобројних стручних састанака, конгреса, симпозијума и др. Објавио је преко 50 стручних радова. Добитник је назива примаријус и захвалнице Српског лекарског друштва.